# محمد طاهر صبری
محمد طاهر صبری یک سیاست‌مدار اهل افغانستان است. وی والی (فرماندار) ولایت بادغیس افغانستان بود. ۱۳۹۱ برابر با ۱۹ سپتامبر ۲۰۱۲ تا ۱۵ ثور ۱۳۹۲ این منصب را عهده‌دار بود. در دوره وی سرک (جاده) حلقوی در این ولایت در دست ساخت بود.
| پیشین: دلبرجان آرمان شینواری | فرماندار ولایت بادغیس، افغانستان ۱۹ سپتامبر ۲۰۱۲ | پسین: احمدالله علیزی |